# 1668 en arts plastiques
| Années des arts plastiques : 1665 - 1666 - 1667 - 1668 - 1669 - 1670 - 1671    |
| Décennies des arts plastiques : 1630 - 1640 - 1650 - 1660 - 1670 - 1680 - 1690 |

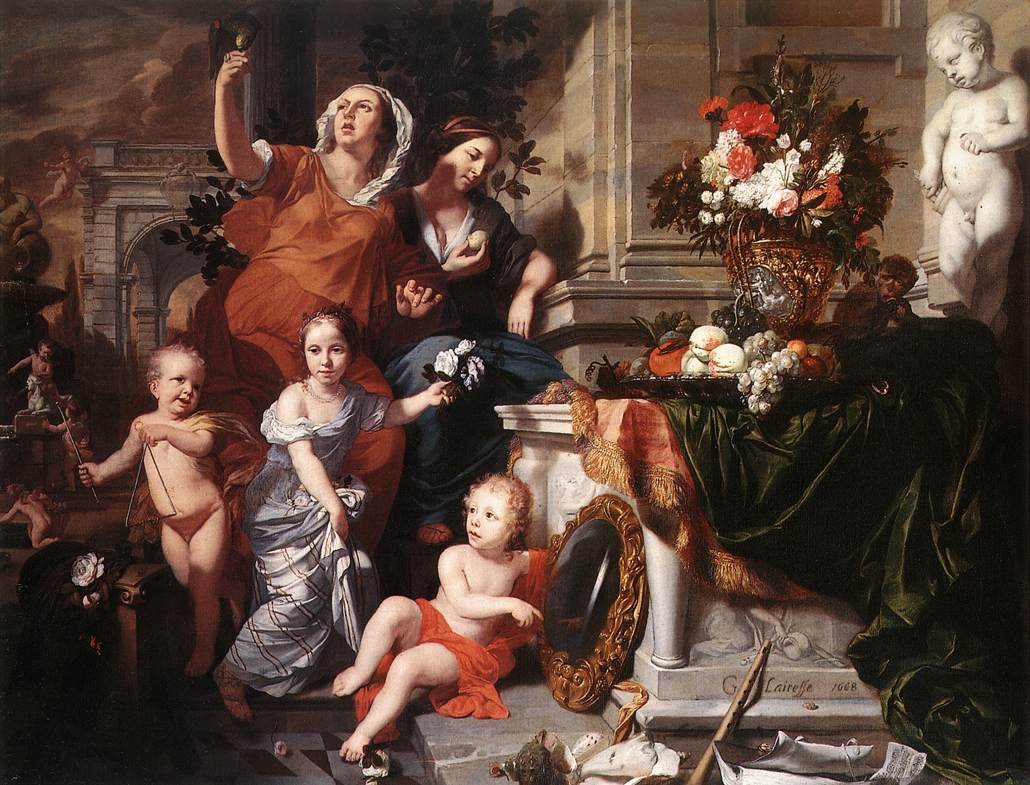
Allégorie des cinq sens, toile de Gérard de Lairesse.

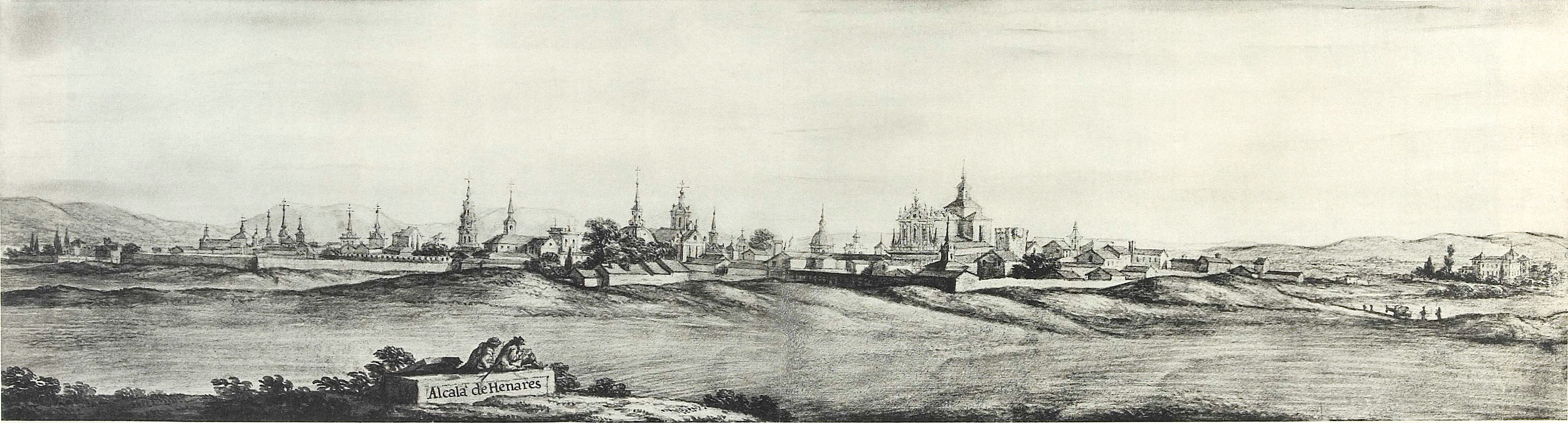
Vue panoramique d'Alcalá de Henares en 1668, selon Pier Maria Baldi.

Cette page concerne l'année 1668 en arts plastiques.

## Œuvres
- L'Astronome, tableau de Vermeer

## Naissances
- 6 février : Étienne Jehandier Desrochers, graveur français († 8 mars 1741),
- 21 avril : Johann Rudolf Huber, portraitiste suisse († 24 février 1748).
- 3 octobre : Henri Antoine de Favanne, peintre français († 27 avril 1752),
- 24 octobre : Peter Johannes Brandl, peintre allemand († 24 septembre 1739),
- 6 décembre : Nicolas Vleughels, peintre français († 11 décembre 1737),
- ? :
  - Giovanni Battista Cassana, peintre baroque italien († 1738),
  - Michel de Cornical, peintre d'histoire français († 31 mars 1705),
  - Carlo Antonio Tavella, peintre baroque italien († 1738),
  - Giuseppe Tonelli, peintre italien spécialisé dans la quadratura († 1732).

## Décès
- 16 janvier : Charles-Alphonse Du Fresnoy, peintre, critique d'art et poète français (° 1611),
- 2 février : Antonio del Castillo y Saavedra, peintre baroque espagnol (° 10 juillet 1603),
- 8 février : Alessandro Tiarini, peintre baroque italien (° 20 mars 1577),
- 21 avril : Jan Boeckhorst, peintre baroque allemand (° 1604),
- 19 mai : Philips Wouwerman, peintre et graveur néerlandais (° (baptisé le 24 mai) 24 mai 1619),
- 20 mai : Nicolas Mignard, peintre baroque et graveur français (° 7 février 1606),
- 1er août : Gérard Van Opstal, sculpteur flamand (° vers 1594),
- 2 septembre : Jean Daret, peintre flamand d’Aix-en-Provence (° 1613),
- 6 novembre : Giulio Benso, peintre italien (° 30 octobre 1592),
- ? :
  - Pieter Donker, peintre néerlandais (° 1635),
  - Jan Goedart, peintre néerlandais (° 1617).